# Krameramtsstuben

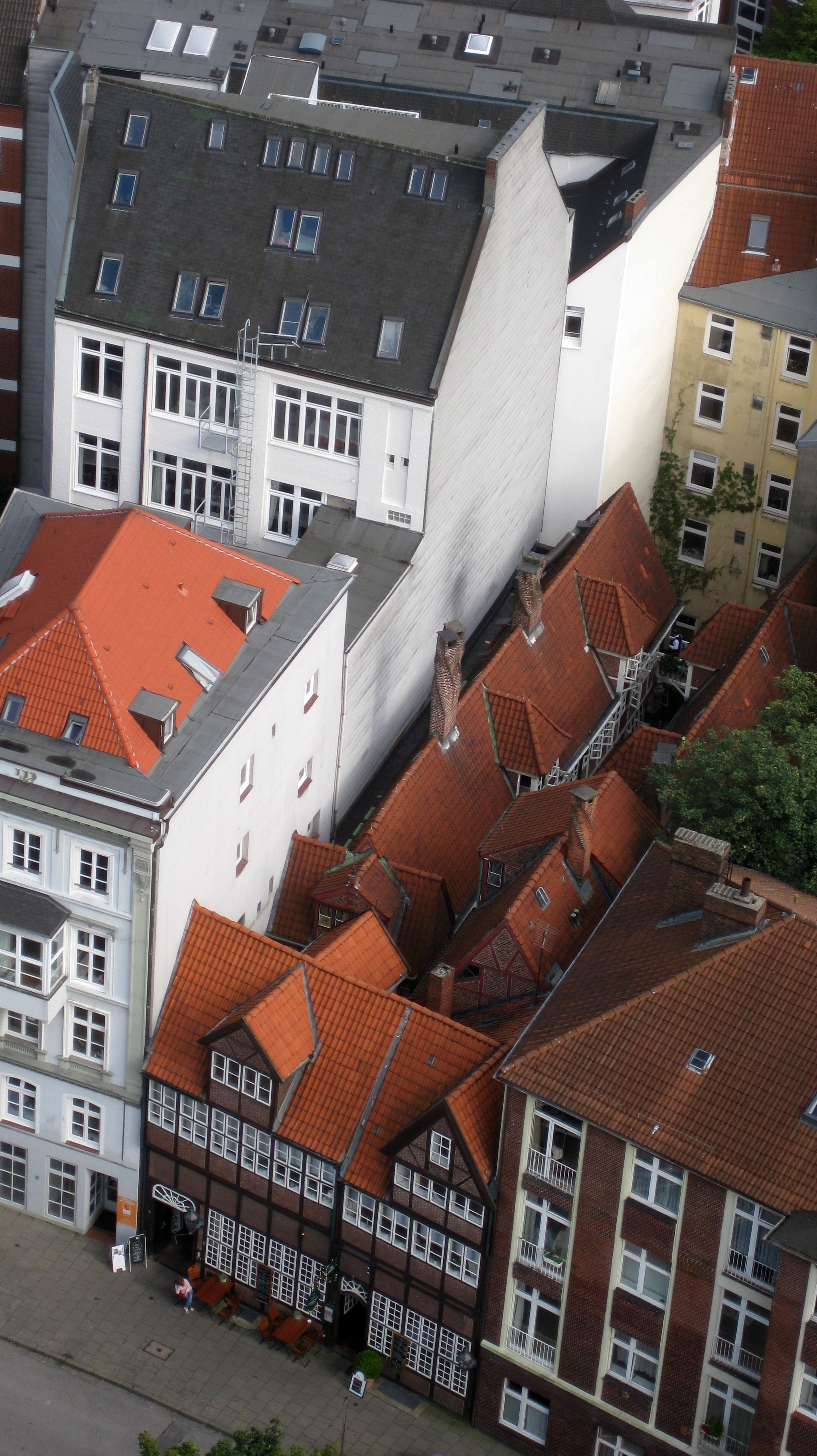
Krameramtsstuben vom Turm des Michel aus

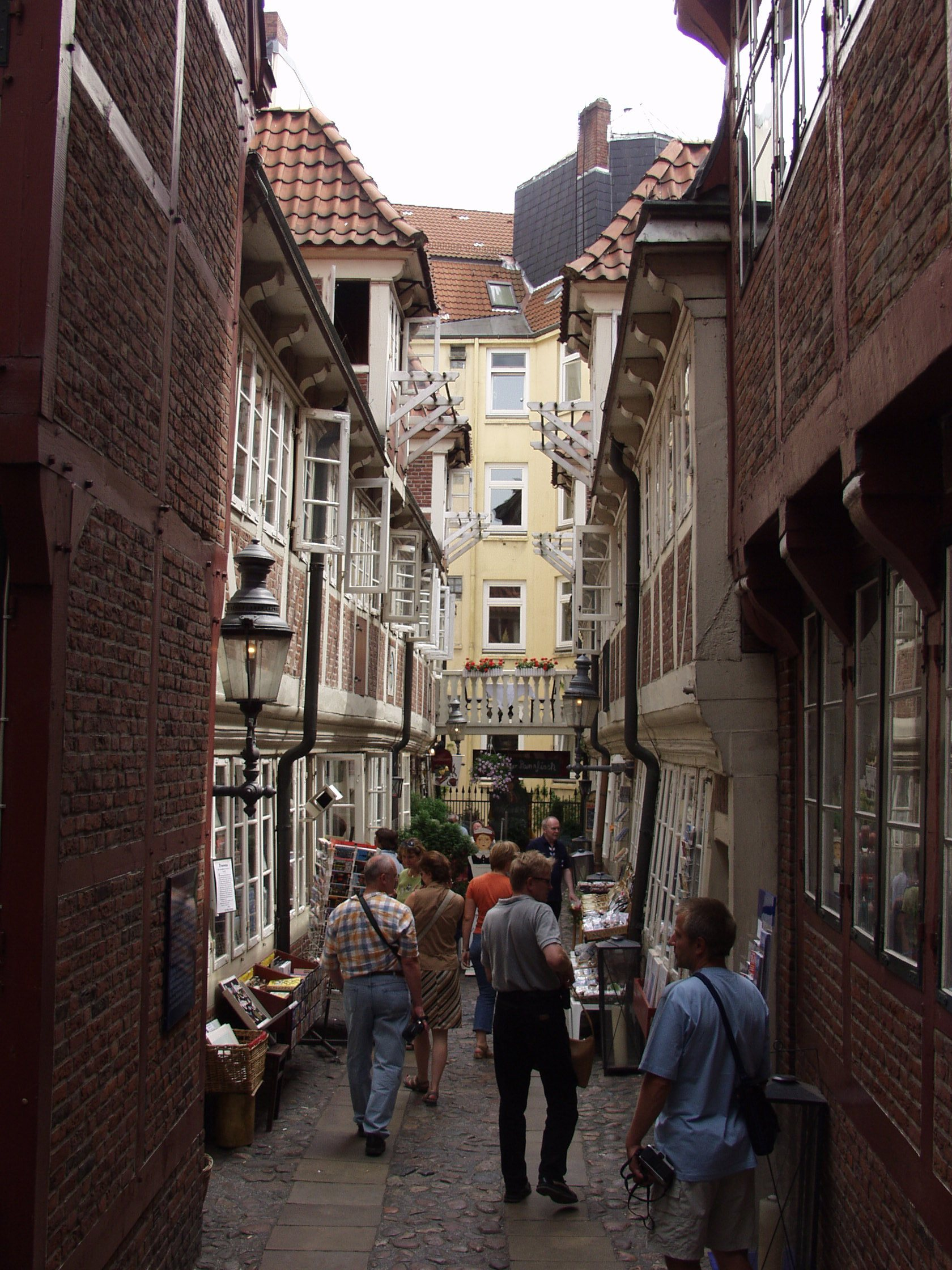
Hofgang mit Kramerwitwenwohnungen

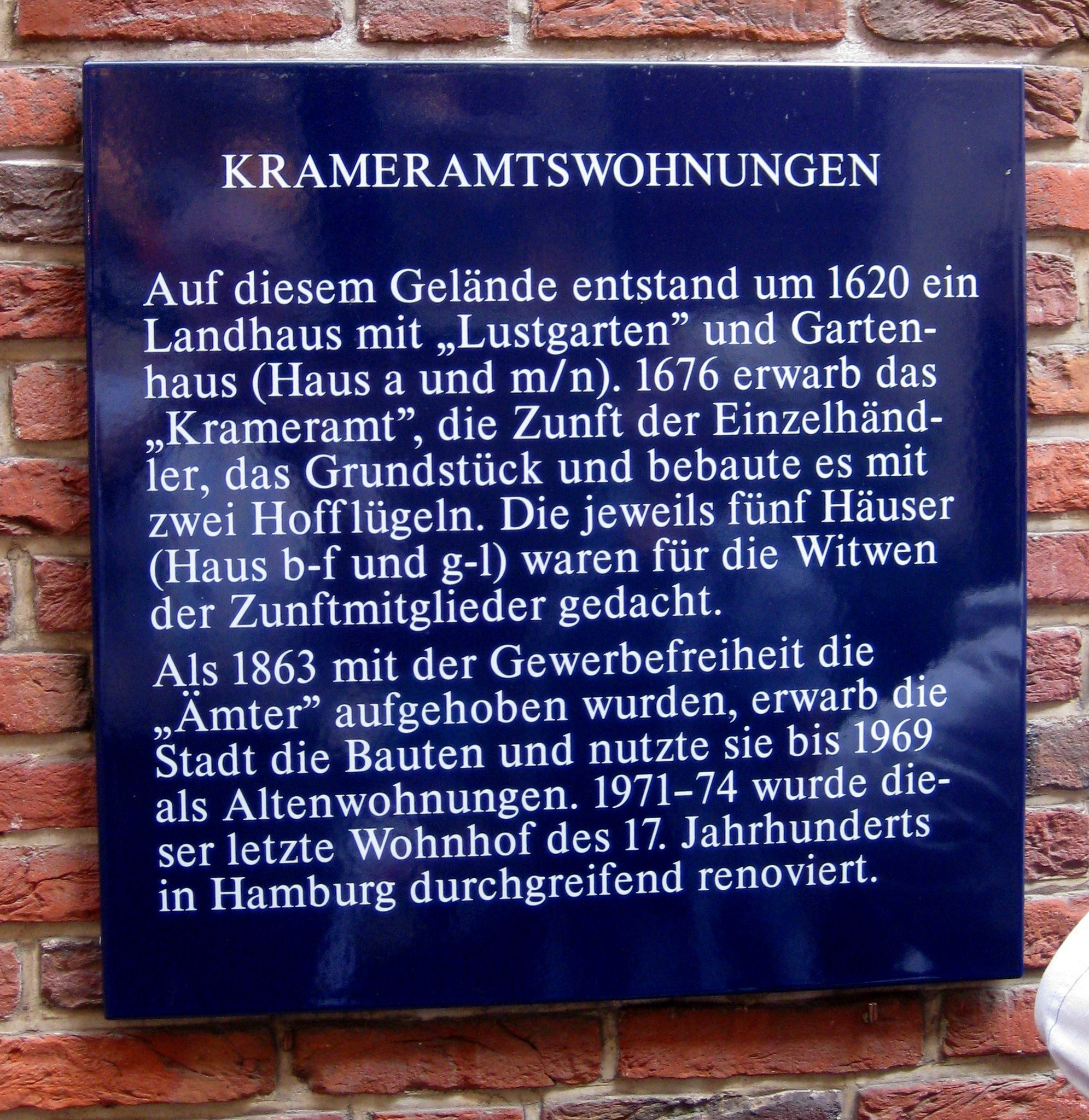
Erläuterungstafel Krameramtswohnungen

Die Krameramtsstuben in Hamburg liegen am Krayenkamp in der Neustadt unterhalb des „Michels“. Ehemals als Wohnungen für Witwen vom Krameramt genutzt, bilden die um 1620 bis 1700 errichteten Fachwerkhäuser heute die letzte geschlossene Hofbebauung des 17. Jahrhunderts und die älteste Reihenhaussiedlung in Hamburg.
Heute von kleinen Läden, Galerien, Restaurants und einer als Museum erhaltenen Wohnung genutzt, veranschaulicht das Ensemble aus den beiden Vorderhäusern, mit den beidseitig entlang eines schmalen Ganges errichteten Häusern der Hofbebauung, am besten das Aussehen der bis ins 20. Jahrhundert weite Teile der Hamburger Alt- und Neustadt prägenden Gängeviertel.

## Geschichte und Architektur

### Landhaus mit „Lustgarten“ und Gartenhaus 1615 – 1625
Die ältesten Häuser der Anlage am Krayenkamp 10/11 (Haus a und n/m) sind zugleich die ältesten erhaltenen Wohngebäude der aus Alt- und Neustadt bestehenden Hamburger Innenstadt. Sie stehen erhöht auf massiven Sockeln links und rechts jeweils vor den Reihen der später durch das Krameramt erbauten Häuser mit ihren vorkragenden Geschossen und den ornamental geschnittenen Knaggen. Das Gartenhaus, das linke Haus a, entstand um 1620,  Vorderhaus 1625 als Landhaus auf einem als Zier- und Lustgarten gestalteten Grundstück. Die heute bei den Hofhäusern wieder freigelegte Deckenbemalung zeugt von einer großbürgerlichen Nutzer dieser Häuser. Kurz zuvor war der westlich des Alten Walls liegende Teil der Neustadt zum Schutz im bevorstehenden Dreißigjährigen Krieg in die Stadtbefestigung der Hamburger Wallanlagen mit einbezogen worden und deshalb noch weitgehend unbebaut. Dies führte dazu, dass wohlhabende Bürger hier „Lustgärten“ errichteten, die heute noch aus zeitgenössischen Stadtplänen, Zeichnungen und Berichten bekannt sind, wie wohl der berühmteste, der Anckelmannsche Garten in der Poolstrasse und der Garten des Bürgermeisters Lütkens beim Dammtor. In solch einem Garten stand auch das Gartenhaus (Haus a), das wiederum den Stil der Gartenhäuser der Neustadt im 17. Jahrhundert bezeugt.

### Witwenwohnungen des Kramer-Amtes

#### Das Krameramt
Das Krameramt war eine zunftartige Vereinigung von Kleinhändlern (Kramer, Krämer später auch Kolonialwarenhändler), die ihren Laden oder Stand in Hamburg besaßen. 1375 hatte sich diese (wohl noch ältere) Vereinigung, in der unter anderem Gewürz-, Seiden- und Eisenhändler vertreten waren, eine Satzung gegeben. Das Zeichen des Amtes zeigt ein in die Wand des oberen Stockwerks eingelassener Stein mit der Darstellung einer Waage. Gegenüber gibt eine alte Tafel beginnend mit ANNO 1676 Auskunft über die Namen der Alten und beysitzer des Löblichen Krahmer Ambts unter denen die Wohnungen Aus des Ambts Mitteln gebauet Gott zu Ehren - Und zum Behuff Bedürffliger Ambts Brüder Wittwen entstanden, gefolgt von einer Schutzformel vor Feuer und ander Noth und den Renovierungsdaten 1867 und 1927.

#### Bau der Witwenwohnungen 1676
1676 ließ das wohlhabende Kramer-Amt, auf dem von ihm erworbenen Gelände mit den bestehenden Häusern, Freiwohnungen für 20 Witwen von verstorbenen Mitgliedern erbauen. Der Bau der beiden parallelen Reihen erfolgte nicht nur aus sozialen Aspekten. Es lag auch im Interesse des Krameramtes, Witwen oder arbeitsunfähige Amtsbrüder aus den Läden umzusiedeln, um wieder neue Händler zuzulassen, da Frauen diese Geschäfte nicht allein führen durften. Die Einrichtung von Witwenwohnungen war eine typische selbstorganisierte Altersversorgung der Zeit. Daneben erhielten die Witwen auch Brennmaterial und eine kleine Rente.
In den fünf gleichgeschnittenen Häusern jeder Reihe, die auf Grund der damaligen vorkragenden Bauweise nach oben mehr Raum gewannen, bestanden zunächst zwei Wohnungen in Erd- und Dachgeschoss mit Kammer, Diele und Kochstelle. Diese wurden später zu einer einzigen Wohnung zusammengezogen, die spiegelgleich nebeneinander stehen. Der soziale Status der Bauten spiegelt sich in der schlichten Fachwerkbauweise. Hervorzuheben sind die gedreht gemauerten Schornsteine und die für die Gänge und Höfe früher typischen Holzgestelle vor den Fenstern, den Ricken, auf deren Stangen (Rickenstaken) die Wäsche getrocknet wurde. Auf einer Tafel befindet sich eine Balkenwaage und eine Elle aus der Zeit um 1800, als Messinstrumente der Kramer ihr Zunftzeichen.

#### Bau des Vorderhauses 1700
Um 1700 entstand das Haus durch das heute der Torweg auf den Hof führt. Es gehörte nicht zu den eigentlichen Kramerwitwenwohnungen und wurde als Wohnhaus vermietet.

### 19. und 20. Jahrhundert
Am 1. Februar 1865 trat das hamburgische Gesetz vom 7. November 1864 über die Gewerbefreiheit in Kraft. Die über vierzig noch bestehenden Ämter in Hamburg wurden aufgelöst, und 1866 übernahm die Freie und Hansestadt die Krameramtswohnungen. Fortan wurden dort von der Stadt ältere alleinstehende Damen untergebracht. Kurz vor 1900 erhielten die Wohnungen einen Wasseranschluss, nachdem zuvor ein Brunnen im Hof der Wasserversorgung diente. 1933 wurde das gesamte Ensemble unter Denkmalschutz gestellt.
Die Bombenangriffe des Zweiten Weltkrieges überstanden die mittlerweile von Etagenhäusern der Jahrhundertwende umgebenen Krameramtswohnungen ohne große Schäden, ein neben dem Vorderhaus liegendes Wohnhaus wurde jedoch schwer getroffen (Krayenkamp 9 ist noch ein älteres Haus erhalten).
Trotz verschiedentlicher Renovierungen machten die mangelnde sanitäre Hygiene und der bauliche Zustand eine Nutzung als Altenwohnungen allmählich unmöglich. In einem Gutachten wurde 1968 eine gründliche Renovierung für notwendig erachtet. Die Stadt erarbeitete bis 1971 ein Nutzungskonzept für die seit 1970 leerstehenden Häuser. Ab 1972 erfolgte aufgrund statischer Versetzung der Gebäude, die durch bauliche Veränderung in der Umgebung verursacht wurde, eine durchgreifende Sanierung für 1,6 Millionen Mark. Im Juni 1974 erfolgte die Einweihung der verpachteten Häuser als Kulturzentrum und Beispiel einer gelungenen Altstadtsanierung.

## Museum Kramer-Witwen-Wohnung

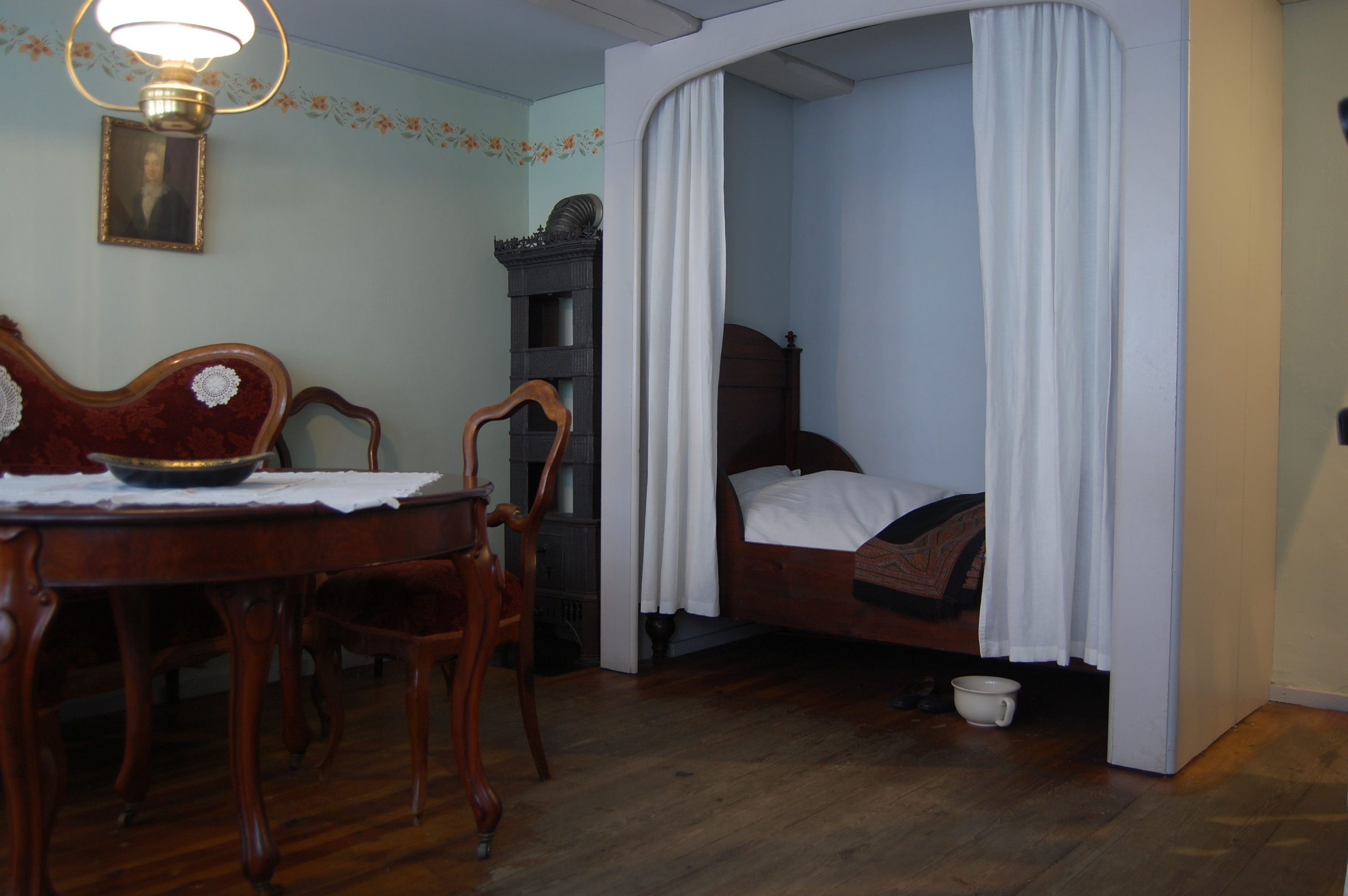
Obergeschoss der Witwenwohnung: Wohn- und Schlafstube mit Alkoven

Eine der über zwei Geschosse führenden alten Wohnungen ist in ihrem ursprünglichen Zustand als Museum Kramer-Witwen-Wohnung, eine Außenstelle des Museums für Hamburgische Geschichte, erhalten. Sie ist mit einer vollständigen Einrichtung aus der Zeit um 1850/60 ausgestattet worden, die teilweise aus den Wohnungen selbst oder anderen Krämerhaushalten stammt, und kann besichtigt werden.
Sie verdeutlicht die Wohnverhältnisse in den Witwenwohnungen und zugleich, da diese Wohnungen keineswegs von armen Bevölkerungsschichten bewohnt wurden, die selten gezeigten Wohnverhältnisse der Mittelschicht in einer Großstadt zur Mitte des 19. Jahrhunderts.

## Krayenkamp und Umgebung
Der Krayenkamp (früher auch Kraienkamp) verläuft in einem Bogen südöstlich um den erhöhten Platz der Hauptkirche St. Michaelis. Er beginnt am Teilfeld mit einem Durchgang zum Denkmal der Zitronenjette und führt bis zur Englischen Planke.
Nachdem hier im 16. Jahrhundert bereits ein Pestfriedhof gelegen hatte, wurde das Gebiet 1623 erneut als Begräbnisplatz in Anspruch genommen, auf dem ab 1647 auch die erste Michaeliskirche entstand. Der Straßenname stammt wohl von einem Heinrich Kraye, der den Kamp um 1614 gepachtet hatte und nicht von der früher verbreiteten Deutung als Krähenfeld in Bezug auf die Krähen auf den alten Friedhöfen.